# ميخائيل درجافين
ميخائيل درجافين (الروسية: Михаи́л Держа́вин) (مواليد 15 يونيو 1936 في موسكو - الوفاة 10 يناير 2018)، هو ممثل روسي متخصص بالأدوار الكوميدية. حاز جائزة «فنان الشعب الروسي» لأعماله على المسرح وفي السينما، وقد حصل خلال مسيرته على وسام الاستحقاق من الدرجة الثالثة والرابعة إضافة إلى وسامي الصداقة والشرف.

## مسيرته الفنية
بدأ درجافين بدراسة المسرح سنة 1954 في معهد شوكين، ثم عمل في مسرح لينكوم سنة 1959 وانظم إلى فرقتها. في سنة 1965 انتقل لمسرح ساتيرا الكوميدي، ثم لمسرح موسكو سنة 1968. كان صديقاً للممثل الكسندر شيرفيندت وعملا معاً في العديد من الأعمال، وتمت استضافتهم في البرامج الحوارية معاً.

## روابط خارجية
- ميخائيل درجافين على موقع IMDb (الإنجليزية)
- ميخائيل درجافين على موقع قاعدة بيانات الفيلم (الإنجليزية)
- ميخائيل درجافين على موقع كينوبويسك (الروسية)